# Sobkowa Grań

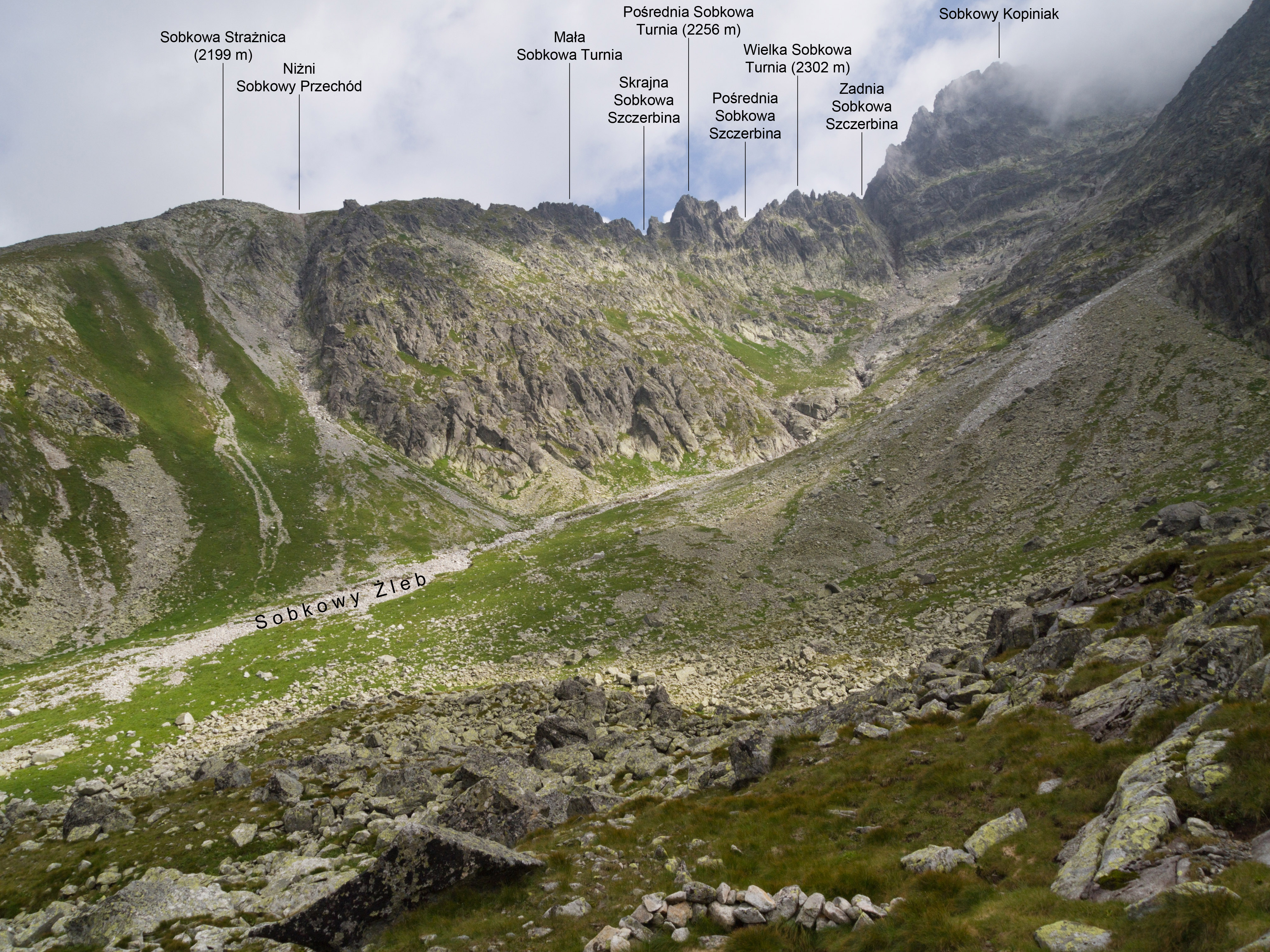
Sobkowa Grań – widok od strony Sobkowego Żlebu (podpisane obiekty)

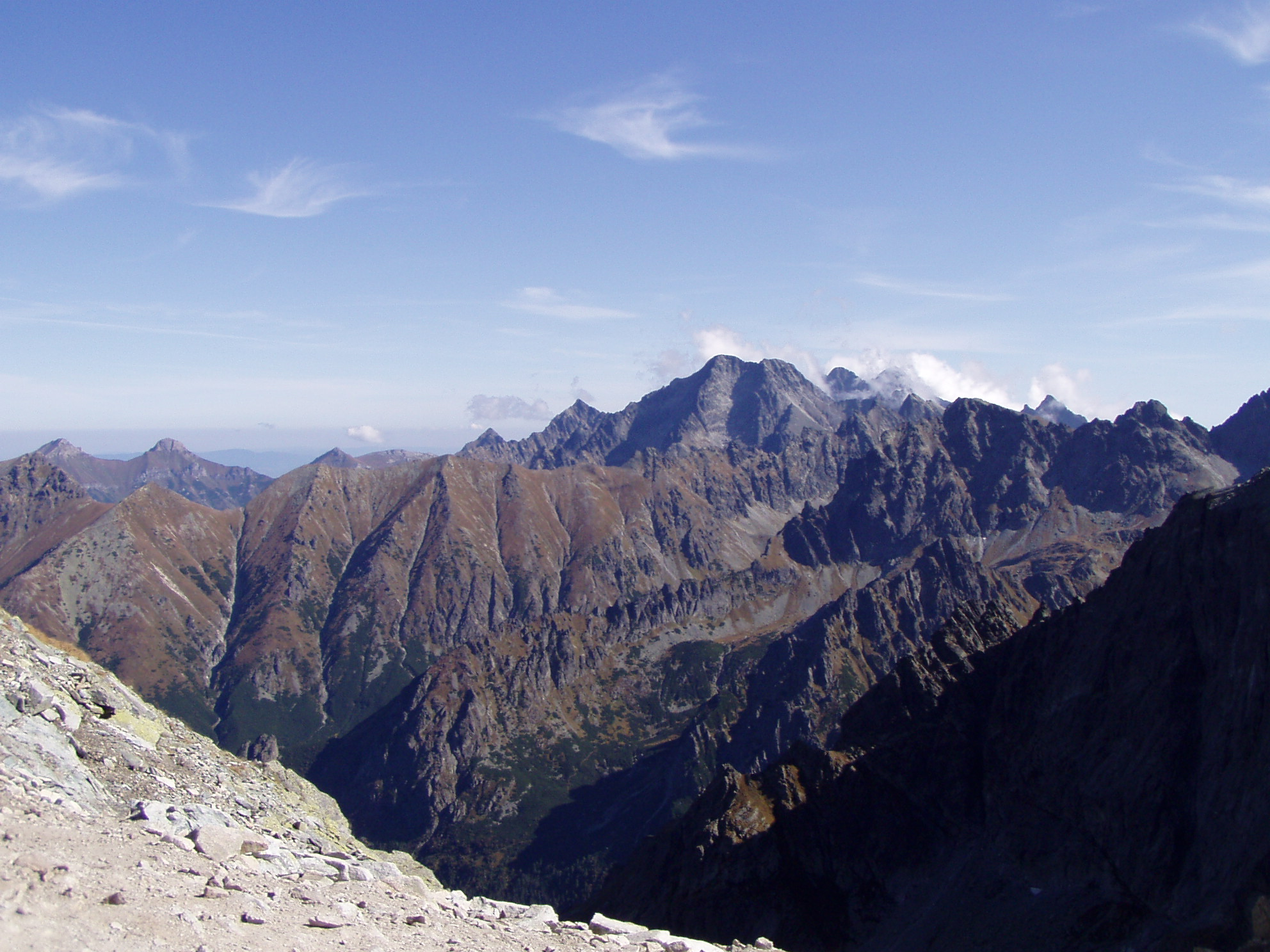
Sobkowa Grań widoczna poniżej wierzchołka Lodowego Szczytu – widok z Rysów

Sobkowa Grań, także Sucha Grań (słow. Suchý hrebeň) – grań tatrzańska odchodząca na zachód od głównego wierzchołka Lodowego Szczytu w grani głównej w słowackiej części Tatr Wysokich. Sobkowa Grań oddziela Dolinę Suchą Jaworową na północy (wschodnia odnoga Doliny Jaworowej) od Sobkowego Żlebu na południu (orograficznie prawa odnoga Doliny Zadniej Jaworowej) i Doliny Zadniej Jaworowej na południowym zachodzie. U jej podnóża leży Sobkowa Ubocz – trawiasto-piarżyste zbocze, od którego wywodzi się nazwa Sobkowej Grani. Granią tą nie wiodą żadne znakowane szlaki turystyczne, jest ona dostępna jedynie dla taterników. Nazewnictwo słowackie (Suchý hrebeň) i wariant polskiego nazewnictwa Sucha Grań pochodzi bezpośrednio od Doliny Suchej Jaworowej. Nazwa Sobkowa Grań wywodzi się od imienia Sobek (zdrobnienie od Sebastiana) jakiegoś góralskiego myśliwego.
Obiekty w Sobkowej Grani, począwszy od wschodu:
- Sobkowy Karbik (Suchý zárez),
- Wyżni Sobkowy Przechód (Vyšná suchá štrbina),
- Sobkowa Czuba (Suchá kôpka),
- Pośredni Sobkowy Przechód (Zadná suchá štrbina),
- Sobkowy Kopiniak (Zadná suchá veža),
- Zadnia Sobkowa Szczerbina (Veľká suchá štrbina),
- Wielka Sobkowa Turnia (Veľká suchá veža, 2302 m),
- Pośrednia Sobkowa Szczerbina (Prostredná suchá štrbina),
- Pośrednia Sobkowa Turnia (Prostredná suchá veža, 2256 m),
- Skrajna Sobkowa Szczerbina (Malá suchá štrbina),
- Mała Sobkowa Turnia (Malá suchá veža),
- Niżni Sobkowy Przechód (Predná suchá štrbina),
- Sobkowa Strażnica (Predná suchá veža, 2199 m)[2][3],
- Pośrednia Sobkowa Strażnica (2045 m),
- Mała Sobkowa Strażnica (1951 m)[1].

Obiekty w Sobkowej Grani mają praktyczne znaczenie jedynie dla taterników, nie dla turystów. Od strony Doliny Suchej Jaworowej tworzą one skalisty mur o jednolitym charakterze.
Poszczególne fragmenty grani były pokonywane już przez jurgowskich myśliwych. Całą Sobkową Grań zimą przeszedł jako pierwszy Jerzy Pierzchała 27 kwietnia 1936 r.